# Christopher Braun
Christopher Braun (n. 15 iulie 1991, Ghana) este un fotbalist german, care joacă pe post de fundaș lateral la Rapid în SuperLiga României.

## Palmares
SG Wattenscheid 09
- Verbandspokal (1): 2015–16